# EBS 구술 · 심층면접 실전편 자연계
EBS 구술 · 심층면접 실전편 자연계는 구술ㆍ심층면접 대비의 어려움을 해소하고자 충분한 학습 자료 의 방송 프로그램이다.